# 후쿠이 공습
후쿠이 공습(일본어: 福井空襲)은 제2차 세계 대전 기간이었던 1945년 7월 19일에 일어난 미국 공군의 일본 후쿠이현 후쿠이시에 대한 전략폭격 작전 (공습)이다. 이 공습으로 1,576명의 사망자가 발생했다.

## 배경
후쿠이시는 중요한 군사적 목표는 없었지만 호쿠리쿠 본선 철도가 지나가는 중심지이자 후쿠이현의 현청이 있는 곳이며 호쿠리쿠 지역의 상업 중심지었다. 또한 일본의 전쟁 노력에 중요한 여러 소규모 산업단지가 모여 있었다.

## 공습
1945년 초 미국 육군 항공대(USAAF)는 일본 본토의 태평양 연안 본토 지역의 목표물 폭격에 집중했다. 태평양 연안 지역의 도시들은 인구가 많고 산업화되었으며 마리아나 제도에 있는 미국 공군기지와 훨씬 가까웠다. 하지만 1945년 7월 12일 밤 쓰루가시가 폭격당하면서 동해 연안 지역의 도시들도 폭격당하기 시작했다. 당시 쓰루가의 대공 방어 시설은 거의 없었고 소이탄 폭격으로 쓰루가 시가지 70% 이상이 파괴되었다.
이로부터 일주일 후에 후쿠이가 공습당했다. 1945년 7월 19일 보잉 B-29 슈퍼포트리스 133기가 마리아나 제도 티니언섬에 이륙하여 현지 시각 23시 24분에 후쿠이에 도착했고 도착 당시에는 맑은 밤하늘이었다. 후쿠이성 유적 서북쪽을 중심으로 반경 1.2 km 내 지역에 소이탄 865 t 이상이 투하되었다. 폭격으로 발생한 화염폭풍으로 시가지 대부분이 파괴되었다. 후쿠이시의 민방위가 내건 조치는 매우 조잡했다. 후쿠이의 방공호는 땅에 구멍을 파고선 나무로 지붕을 덮은 목조건물 위에 얉은 흙과 진흙을 덮은 급조된 형태였다. 공습으로 발생한 화재폭풍으로 수많은 사람이 사망했다. 7월 19일 공습으로 발생한 사상자는 1,756명 사망(여성 915명, 남성 661명), 6,527명 부상이며 부상자 중 107명이 나중에 사망했다. 또한 폭격으로 시가지에 있던 건물 25,691채 중 21,992채가 완전히 파괴되었고 총 인구 103,049명 중 85,603명이 난민이 되어 살아남은 사람 대부분이 집을 잃었다. 종전 1년 후 미국 육군 항공대가 분석한 전략폭격 사후조사에서는 후쿠이 공습으로 후쿠이 시가지의 84.8%가 완전히 파괴되었다고 분석했다.
같은 시각 후쿠이시 외에도 이바라키현 히타치시, 지바현 조시시, 아이치현 오카자키시가 공습을 당했다.

## 같이 보기
- 후쿠이 지진 (1948년 6월 28일) - 1945년 후쿠이 공습으로 파괴되었다가 다시 복구하기 시작한 후쿠이시를 직격한 도시의 직하형지진.

## 참고 문헌
- Werrell, Kenneth P. (1996). 《Blankets of Fire》. Washington and London: Smithsonian Institution Press. ISBN 978-1-56098-665-2.
- Bradley, F. J. (1999). 《No Strategic Targets Left. Contribution of Major Fire Raids Toward Ending WWII》. Turner Publishing. ISBN 978-1-56311-483-0.
- Carter, Kit C. (1975). 《The Army Air Forces in World War II: Combat Chronology, 1941-1945》. DIANE Publishing. ISBN 978-1-4289-1543-5.
- Crane, Conrad C. (1994). 《The Cigar that brought the Fire Wind: Curtis LeMay and the Strategic Bombing of Japan》. JGSDF-U.S. Army Military History Exchange. ASIN B0006PGEIQ.
- Frank, Richard B. (2001). 《Downfall: The End of the Imperial Japanese Empire》. Penguin. ISBN 978-0-14-100146-3.
- Grayling, A. C. (2007). 《Among the Dead Cities: The History and Moral Legacy of the WWII Bombing of Civilians in Germany and Japan》. New York: Walker Publishing Company Inc. ISBN 978-0-8027-1565-4.
- Hoyt, Edwin P. (2000). 《Inferno: The Fire Bombing of Japan, March 9 – August 15, 1945》. Madison Books. ISBN 978-1-56833-149-2.
- Shannon, Donald H. (1976). 《United States air strategy and doctrine as employed in the strategic bombing of Japan》. U.S. Air University, Air War College. ASIN B0006WCQ86.
- Wainstock, Dennis (1996). 《The Decision to Drop the Atomic Bomb》. Greenwood Publishing Group. ISBN 978-0-275-95475-8.